# Los Blanquitos
Los Blanquitos es una de las entidades de población que conforman el municipio de Granadilla de Abona, en la isla de Tenerife —Canarias, España—.

## Toponimia
Los Blanquitos recibe este nombre por el predominio en esta zona de materiales pumíticos de color blanquecino.

## Características
Se halla a sólo 4 kilómetros del casco urbano de Granadilla de Abona, a una altitud media de 530 m s. n. m. Ocupa una superficie de 5,32 km², en la que se incluye parte del espacio natural protegido del monumento natural de Los Derriscaderos.
Está formado por los núcleos de: Cruz de las Ánimas, La Higuera y Los Blanquitos.
Los Blanquitos cuenta con el Centro de Enseñanza de Infantil y Primaria San Benito, con un centro cultural y una Casa de la Cultura, con la iglesia parroquial dedicada a San Benito Abad y con un polideportivo.

## Historia
A mediados del siglo xix Pedro de Olive, en su Diccionario estadístico-administrativo de las Islas Canarias, describe los núcleos que conforman Los Blanquitos de la siguiente manera:

HIGUERA. (LA) Caserío situado en término jurisdiccional de la Granadilla, partido judicial de la Orotava, isla de Tenerife. Dista de la cabeza del distrito municipal 3 kilómetros 478 metros, y lo componen 8 edificios de un piso, 1 de dos y 8 chozas ú hogares habitados 13 constantemente por 16 vecinos 96 almas y 4 inhabitados.
BLANQUITOS. Caserío situado en t. j. de la Granadilla, p. j. de la Orotava, isla de Tenerife. Dista de la c. del d. m. 2 k. 581 m., y lo componen 6 edif. de un piso, 1 de dos y o choz. ú hog. habit. 8 const. por 7 v. 34 a. y 4 inhabit.
Pedro de Olive, 1865.

La iglesia de San Benito de Los Blanquitos fue construida en 1970.
El primer colegio público de la zona se construyó en 1980.

## Demografía
Los Blanquitos fue un núcleo que se encontró en un claro proceso de despoblamiento, pasando su población de 318 habitantes en 1960 a 186 en 1991. Sin embargo, en las últimas décadas ha dado un giro de aumento ocupacional.